# Autoserica lucidula
Autoserica lucidula är en skalbaggsart som beskrevs av Louis Albert Péringuey 1892. Autoserica lucidula ingår i släktet Autoserica och familjen Melolonthidae. Inga underarter finns listade.